# RaiStereoNotte
(Lo storico slogan di presentazione della programmazione notturna di Radio Rai dal 1982 al 1994)
RaiStereoNotte è un marchio utilizzato da Radio Rai, divenuto storico nel corso degli anni per la radiofonia italiana.
È stato ed è ancora utilizzato per:
- un canale radiofonico della Rai tra il 1982 e il 1994;
- un programma radiofonico di successo di Rai Radio 1, divenuto con gli anni una trasmissione di nicchia, dal 1982 al 1995 e nuovamente dal 30 giugno 2001.

Da molti anni è il contenitore musicale che, nonostante gli orari di programmazione da 0:30 circa (dopo il Giornale Radio della mezzanotte) alle 4:00, riesce a raccogliere una vasta platea di ascoltatori di ogni fascia di età e categoria sociale.

## Storia
Con l’avvio delle trasmissioni in stereofonia tramite FM e la massiccia proliferazione delle radio private, l’8 novembre 1982 la Rai tenta il proprio rilancio nel settore radiofonico, aprendo tre nuovi canali in FM dalle 15 alle 6 del mattino: RaiStereoUno, RaiStereoDue e RaiStereoNotte. Si trattava sostanzialmente di canali dedicati ai più giovani con una programmazione di musica e notizie, di taglio più innovativo rispetto a Radiouno e Radiodue (ascoltabili anche sulle onde medie) che invece continuavano a trasmettere i loro programmi di stampo più tradizionale per fasce di età più alte.
L'idea fu di Maurizio Riganti, già responsabile di trasmissioni culto come Alto Gradimento e Gran Varietà, che assunse la direzione di RaiStereoDue e, in seguito, di RadioVerdeRai.
RaiStereoNotte, ideata da Pierluigi Tabasso, innovativo dirigente Rai, diventava il proseguimento musicale notturno di RaiStereoUno e RaiStereoDue sulle stesse frequenze in FM e, fino al 1992, anche di Radiotre sempre in FM. Il programma andava in onda dagli studi radiofonici della Rai di via Po, 14 in Roma, sede successivamente venduta per accentrare la produzione radiofonica capitolina su Saxa Rubra per Rai Radio 1 e sulla storica sede di via Asiago 10 per Rai Radio 2 e Rai Radio 3.
La scelta per la sigla iniziale cadde su Viaggiando di Roberto Colombo, brano evocativo composto appositamente per la trasmissione; il brano musicale, per decenni rimasto inedito, fu pubblicato nel 2019 nella raccolta La musica del buonumore per l'etichetta Liberamusic. Sempre dallo stesso anno, la sigla di Colombo fu sostituita dal brano My Relax di Francesco Montisano, sempre composto appositamente per la trasmissione.
Sin dalle prime puntate, il programma ottenne notevole successo con valori d'ascolto elevati. Le reti radiofoniche della Rai, nelle ore diurne di solito superate nell'ascolto dalle allora nascenti radio private, proprio grazie a questo programma triplicavano l'audience, ottenendo risultati straordinari e inusuali dato l'insolito orario del programma. Il successo del programma era in gran parte da ricercare nella formula che prevedeva l'alternarsi, nel corso della notte, di quattro conduttori liberi di proporre e commentare - all'interno del proprio spazio - generi musicali difficilmente ascoltabili nel corso della programmazione diurna e serale, rock, jazz, R'n'B, folk, elettronica, canzone d'autore, musica d'avanguardia, ma anche classici di ogni epoca. 
Con il pensionamento di Pierluigi Tabasso, fu Fabrizio Stramacci a prendere in mano le redini tecniche della trasmissione, continuando a seguire l'impronta originaria del suo predecessore, ma nel luglio 1995 i vertici aziendali decisero di chiudere sia il canale che il programma, nonostante il successo e scatenando le proteste feroci degli ascoltatori.
Sei anni più tardi, nel 2001, la Rai decide di riportare in onda Stereonotte, anche se solo come programma radiofonico, tornando in onda il 30 giugno dello stesso anno. Pur con qualche cambio nella formula, il programma ricalca l'impostazione originale che ne aveva determinato il successo in passato.
Dopo un'attenta ricerca e un costante lavoro d'organizzazione tra alcuni vecchi ascoltatori che nel frattempo avevano registrato puntate su vecchie audiocassette, nell'ottobre 2014 nasce Via Po 14, archivio telematico delle puntate di Rai Stereonotte andate in onda tra il 1982 e il 1995. Il sito è consultabile gratuitamente e viene costantemente arricchito e aggiornato con notizie e nuove puntate. 
Da qualche anno esiste lo Stereonotte Fan Club che testimonia la popolarità di questa trasmissione.

## Programmazione

### Canale radiofonico (1982-1994)
La programmazione iniziava tutte le notti a mezzanotte e terminava alle 6:00. Venivano irradiati i seguenti programmi:
- 0:00 – 0:30 Giornale della mezzanotte
- 0:30 – 5:30 RaiStereoNotte
- 5:30 – 5:45 Giornale dall'Italia
- 1:30, 3:00, 4:30 GR flash

Dal 1991, con il rinnovo dei palinsesti dei primi due canali in FM che vide la trasformazione di RaiStereoUno in StereoRai e RaiStereoDue in RadioVerdeRai, anche RaiStereoNotte cambiò nome in StereoRai, per cui StereoNotte divenne una sorta di prosieguo notturno denominato StereoRai Notte, anche se la voce del jingle annunciava solo «StereoRai».

### Programma radiofonico

#### Prima edizione (1982-1995)
Il programma veniva irradiato tutte le notti e prevedeva quattro fasce orarie di programmazione:
- 0:30 – 1:30
- 1:30 – 3:00
- 3:00 – 4:30
- 4:30 – 5:45

Ogni fascia oraria era intervallata da un breve GR, durante il quale avveniva il cambio del conduttore della trasmissione. Il programma veniva trasmesso dagli studi della storica sede di Via Po, 14 in Roma.
Dal 14 marzo 1994, con la riforma di Radio Rai voluta dal direttore Aldo Grasso che ha visto la soppressione dei canali stereo, StereoNotte ha cambiato nome in Rai Notte e si trasferisce sulla rinnovata Radio 2, perdendo anche il supporto informativo dei servizi giornalistici e dei programmi per l'estero. Dal 1995 la denominazione del programma tornerà ad essere Stereo Notte, senza l'acronimo Rai.

#### Il ritorno del programma (2001-2017)
Dal 30 giugno 2001, su decisione dei vertici Rai, la trasmissione tornò in onda, anche se solo il sabato dalle 0:30 alle 5:45 e con un solo conduttore in studio; ad ogni ora, dopo il segnale orario, vi era un breve GR. Veniva trasmessa dalla Sede Rai di Saxa Rubra ed era condotta da Mauro Zanda, con la regia di Gabriele Brocani.
Nel 2014, Flavio Mucciante (direttore in carica fino al 2016), durante il proprio discorso d'insediamento, dichiarò nel suo piano editoriale di voler assolutamente recuperare il valore storico di un brand di prestigio come StereoNotte e riportarlo agli antichi fasti sfruttando sempre di più i nuovi strumenti multimediali e social della rete ammiraglia e aggiungendo un ulteriore spazio di 30 minuti prima del Giornale della Mezzanotte.

#### Stereonottein versione quotidiana (2017-2018)
Dal 18 settembre 2017 Stereonotte tornò a essere trasmesso tutte le notti, con alcune variazioni nell'orario: 
- dal lunedì al venerdì 01:30 - 03:00
- sabato e domenica 00:25 - 03:00

Inoltre, non vi era più un solo conduttore ma diversi che si alternavano a seconda dei giorni
- Max De Tomassi (domenica - lunedì)
- Silvia Boschero (martedì - mercoledì - giovedì)
- Francesco Adinolfi (venerdì)
- Mauro Zanda (sabato)

#### Collocazione del weekend (2018-2019)
Dopo la quarta edizione, StereoNotte ritornò alla sua collocazione notturna del solo weekend, dalle 00:30 alle 03:00, con la sola conduzione di Mauro Zanda (per il sabato) e Max de Tomassi (per la domenica).

#### Il ritorno nella programmazione quotidiana (dal 2019)
Dal 22 settembre 2019 Stereonotte ritorna a essere trasmesso tutte le notti, dal lunedì al venerdì dall'1:30 alle 3:00 e il sabato e la domenica dall'1:00 alle 3:00, con i seguenti conduttori: 
- Max De Tomassi (giovedì - domenica)
- Luca Sapio (lunedì)
- Francesco Adinolfi  (martedì-venerdì)
- Mauro Zanda (mercoledì)
- Lele Sacchi (sabato)

Nella stagione successiva (2020-2021) mantiene la medesima collocazione e il medesimo orario (solo la puntata del sabato è stata anticipata alle 0:35) ma vengono attuale le seguenti modifiche per quanto riguarda l'ordine dei conduttori: 
- Max De Tomassi (sabato - domenica)
- Luca Sapio (lunedì - giovedì)
- Paola De Angelis (mercoledì)
- Duccio Pasqua (venerdì)
- Lele Sacchi (martedì)

## Conduttori passati
- Stefano Bonagura (il primo conduttore alla mezzanotte dell'8 novembre 1982)
- Ernesto Assante (critico musicale di la Repubblica)
- Massimo Cotto
- Marco Boccitto
- Francesco Adinolfi
- Gigi Canale
- Lucio Seneca
- Stefania Riccio
- Giuseppe Carboni
- Carlo De Blasio
- Ernesto De Pascale
- Teresa De Santis
- Alex Pierotti
- Arturo Stàlteri
- Giuseppe Videtti
- Emiliano Li Castro
- Paolo De Bernardin
- Roberto Sasso
- Felice Liperi
- Stefano Mannucci
- Alex Righi
- Paola De Angelis
- Claudio De Tommasi
- Fabrizio Stramacci
- Barbara Tomasino
- Giampiero Vigorito
- Luciano Ceri
- John Vignola
- Diego Carmignani
- Federico Guglielmi
- Enrico Sisti
- Andrea Silenzi
- Max Prestia
- Alessandro Mannozzi
- Marco Cestoni
- Vittorio Castelnuovo
- Alberto Castelli
- Luca Damiani
- Maurizio Becker
- Raffaele Cascone
- Mauro Zambellini
- Gabriele Bròcani
- Maurizio Iorio
- Ida Guglielmotti
- Giancarlo Susanna
- Massimo Biagini
- Daniela Amenta
- Maria Laura Giulietti
- Massimo Mapelli
- Duccio Pasqua
- Enrico Silvestrin
- Silvia Boschero
- Marco De Dominicis
- Massimo Bernardi
- Antonella Bottini